# Paul Jansson (skolman)
Paul Jansson, född 31 maj 1922 i Närpes, död 1 februari 2007 i Åbo, var en finländsk skolman. Han var far till författaren Henrik Jansson och kulturjournalisten Tomas Jansson.  
Jansson blev filosofie licentiat 1973. Han var folkhögskol- och folkskollärare i Österbotten 1949–1958 och var därefter äldre lektor i svenska vid Åbo svenska klassiska lyceum till 1975, därpå till 1985 skolinspektör vid länsstyrelsen i Åbo och Björneborgs län. Han verkade från 1959 inom sång- och musiksträvandena i Åboland. Han var bland annat dirigent för olika körer och som ordförande i landskapets sång- och musikförbund samt komponerade och arrangerade sånger för kör.

## Peferenser
- Jansson, Paul i Uppslagsverket Finland (webbupplaga, 2012). CC-BY-SA 4.0